# Christabel Nettey
Christabel Nettey (ur. 2 czerwca 1991 w Brampton) – kanadyjska lekkoatletka specjalizująca się w skoku w dal i biegach płotkarskich.
W 2007 zdobyła brązowy medal w sztafecie szwedzkiej podczas mistrzostw świata juniorów młodszych w Ostrawie. Dwa lata później sięgnęła po srebro mistrzostw panamerykańskich juniorów w Port-of-Spain. Złota medalistka młodzieżowego czempionatu NACAC w Irapuato (2012). W 2013 zdobyła brąz igrzysk frankofońskich oraz bez powodzenia startowała na uniwersjadzie i mistrzostwach świata. W 2014 sięgnęła po brązowy medal igrzysk Wspólnoty Narodów w Glasgow. Mistrzyni igrzysk panamerykańskich oraz czwarta zawodniczka mistrzostw świata w Pekinie (2015). Zwyciężczyni igrzysk Wspólnoty Narodów w 2018 w Gold Coast.
Złota medalistka mistrzostw Kanady. Stawała na podium mistrzostw NCAA.

## Osiągnięcia
| Rok  | Impreza                               | Miejsce        | Konkurencja                     | Lokata            | Wynik   |
| ---- | ------------------------------------- | -------------- | ------------------------------- | ----------------- | ------- |
| 2007 | Mistrzostwa świata juniorów młodszych | Ostrawa        | bieg na 100 metrów przez płotki | 8. miejsce        | 14,42   |
| 2007 | Mistrzostwa świata juniorów młodszych | Ostrawa        | skok w dal                      | el. – 14. miejsce | 5,88    |
| 2007 | Mistrzostwa świata juniorów młodszych | Ostrawa        | sztafeta szwedzka               | 3. miejsce        | 2:09,08 |
| 2009 | Mistrzostwa panamerykańskie juniorów  | Port-of-Spain  | skok w dal                      | 2. miejsce        | 6,05    |
| 2012 | Młodzieżowe mistrzostwa NACAC         | Irapuato       | skok w dal                      | 1. miejsce        | 6,18    |
| 2013 | Uniwersjada                           | Kazań          | skok w dal                      | el. – 14. miejsce | 6,22    |
| 2013 | Mistrzostwa świata                    | Moskwa         | skok w dal                      | el. – 20. miejsce | 6,47    |
| 2013 | Igrzyska frankofońskie                | Nicea          | skok w dal                      | 3. miejsce        | 6,63    |
| 2014 | Igrzyska Wspólnoty Narodów            | Glasgow        | skok w dal                      | 3. miejsce        | 6,49    |
| 2014 | Puchar interkontynentalny             | Marrakesz      | skok w dal                      | 4. miejsce        | 6,35    |
| 2015 | Igrzyska panamerykańskie              | Toronto        | skok w dal                      | 1. miejsce        | 6,90    |
| 2015 | Mistrzostwa świata                    | Pekin          | skok w dal                      | 4. miejsce        | 6,95    |
| 2016 | Igrzyska olimpijskie                  | Rio de Janeiro | skok w dal                      | el. – 20. miejsce | 6,37    |
| 2017 | Mistrzostwa świata                    | Londyn         | skok w dal                      | el. – 19. miejsce | 6,36    |
| 2018 | Halowe mistrzostwa świata             | Birmingham     | skok w dal                      | 7. miejsce        | 6,63    |
| 2018 | Igrzyska Wspólnoty Narodów            | Gold Coast     | skok w dal                      | 1. miejsce        | 6,84    |
| 2018 | Puchar interkontynentalny             | Ostrawa        | skok w dal                      | 7. miejsce        | 6,31    |
| 2019 | Igrzyska panamerykańskie              | Lima           | skok w dal                      | 14. miejsce       | 5,96    |
| 2021 | Igrzyska olimpijskie                  | Tokio          | skok w dal                      | el. – 22. miejsce | 6,29    |
| 2022 | Mistrzostwa świata                    | Eugene         | skok w dal                      | el. – 17. miejsce | 6,50    |
| 2022 | Igrzyska Wspólnoty Narodów            | Birmingham     | skok w dal                      | 9. miejsce        | 6,41    |
| 2022 | Mistrzostwa NACAC                     | Freeport       | skok w dal                      | 2. miejsce        | 6,46    |

## Rekordy życiowe
- Skok w dal (stadion) – 6,99 (2015) rekord Kanady
- Skok w dal (hala) – 6,99 (2015) rekord Kanady
- Bieg na 60 metrów przez płotki (hala) – 8,25 (2013)
- Bieg na 100 metrów przez płotki – 13,42 (2013)